# Saint-Michel-de-Bannières
Saint-Michel-de-Bannières település Franciaországban, Lot megyében. Lakosainak száma 341 fő (2022. január 1.). Saint-Michel-de-Bannières Branceilles, La Chapelle-aux-Saints, Condat, Saint-Denis-lès-Martel, Strenquels és Vayrac községekkel határos.

## Népesség
A település népessége az elmúlt években az alábbi módon változott:
| Lakosok száma | 303  | 314  | 318  | 304  | 333  | 337  | 318  | 316  | 317  | 341  |
|               | 1968 | 1982 | 1990 | 2006 | 2013 | 2015 | 2017 | 2019 | 2020 | 2022 |